# Mrázkova keramička
Mrázkova keramička byla továrna na keramiku v Letovicích, v okrese Blansko.
Zdejší továrnu založil dobšický rodák Josef Mrázek. Budova keramičky byla postavena v roce 1924. K sortimentu, který keramička vyráběla, patřila májoliková keramika a svítidla, která měla keramický podstavec. Mrázek experimentálně spolupracoval i s architektem Pavlem Janákem, který navrhoval keramiku v kubistických tvarech.
Mrázek expedoval své výrobky i do Spojených států, kde také trávil nejvíce času. V roce 1930, kdy propukla hospodářská krize, byla výroba pozastavena.
Později v budově, která je ozdobena ornamenty, které se používaly na keramiku, byla zřízena papírna, které vznikly v devadesátých letech 20. století. V současné době době v ní sídlí restaurátorská společnost opravující starožitný nábytek. Samotná budova byla 16. července 2010 vyhlášena kulturní památkou.